# Гипюр
Гипюр (фр. guipure, англ. venice lace) — тип коклюшечного кружева или бордюра, первоначально сделанного из «cartisane» — пергаментных лент, нанизанных шелковой, золотой или серебряной нитью.

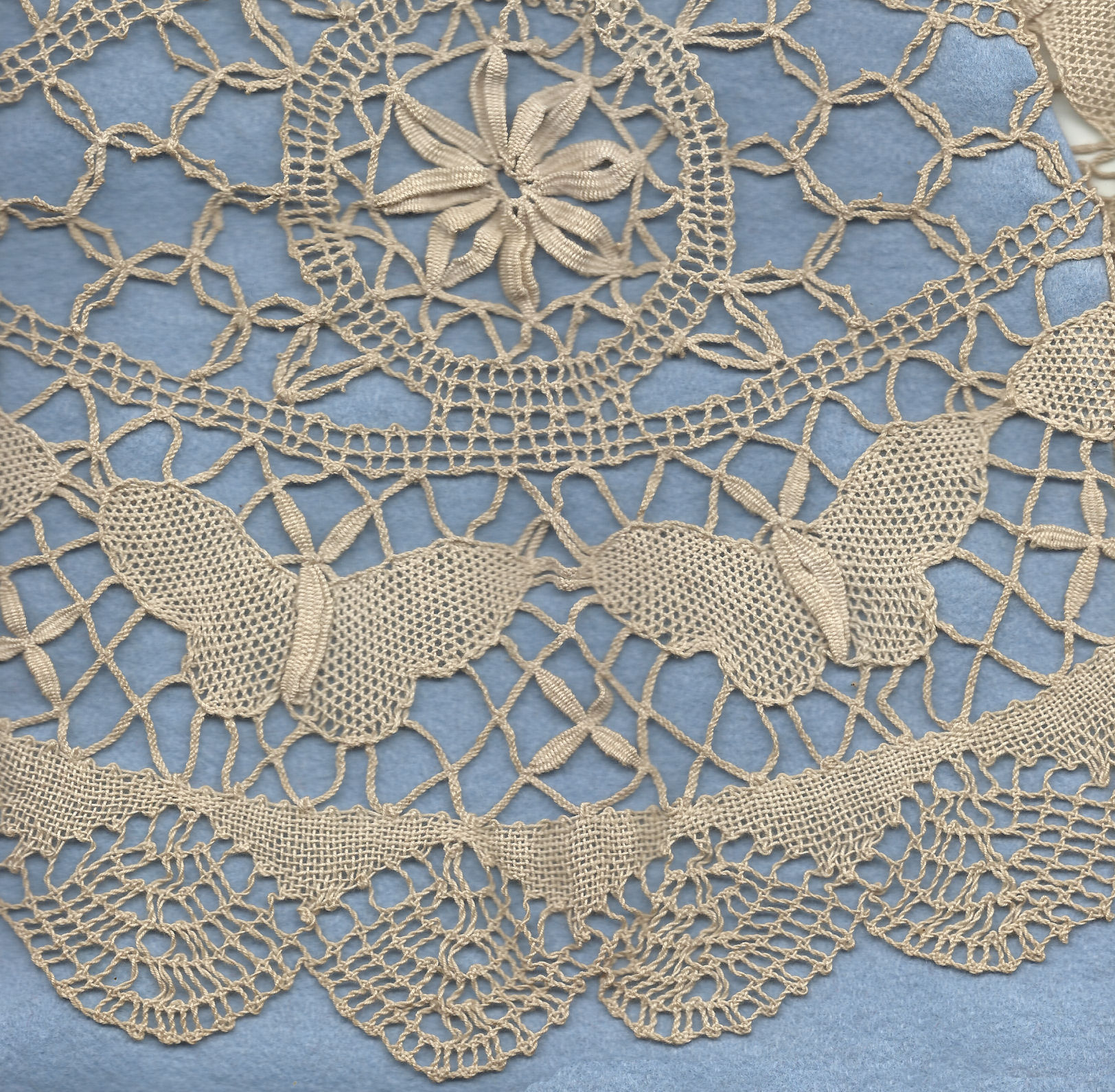
Пример гипюрового кружева с краем торшонного кружева

Гипюр соединяет мотивы полосами или косами, а не сеткой.
Кружево сшито или расшито бисером различных переплетений, оттенков, цветов и ширины, в основном с цветочными узорами, соединенными перемычками с нитками или грубыми стежками.
Гипюрное полотно характеризуется тем, что имеет резко очерченный контур, части которого соединены между собой редкой сеткой, фон в гипюре отсутствует. Такое полотно изготавливают из двух или трех систем нитей — хлопчатобумажных, полушелковых, капроновых с вискозой.

## Этимология
Гипюр — французское слово. Раньше оно описывало кружево с каркасной или более толстой нитью, чтобы обрисовать узор, но больше не используется.
В XVI веке гипюром называли вязаное коротким крючком венецианское кружево, которое узнавали по характерному объемному узору рисунка.
По мнению некоторых специалистов, более точно определить содержание термина гипюр невозможно.
Гипюром назывались венецианские кружева, орнаменты и узоры, которых соединялись тончайшими нитками-связками.
Особенно в XIX веке этот термин употреблялся настолько неоднозначно, что определить его значение очень сложно. Имелось в виду, например, кружево, на котором цветы соединены либо столбиками, либо крупными грубыми стежками, либо кружево без стебля . Позже гипюром стали называть хонитон, мальтийское и части венецианского кружева .

## История

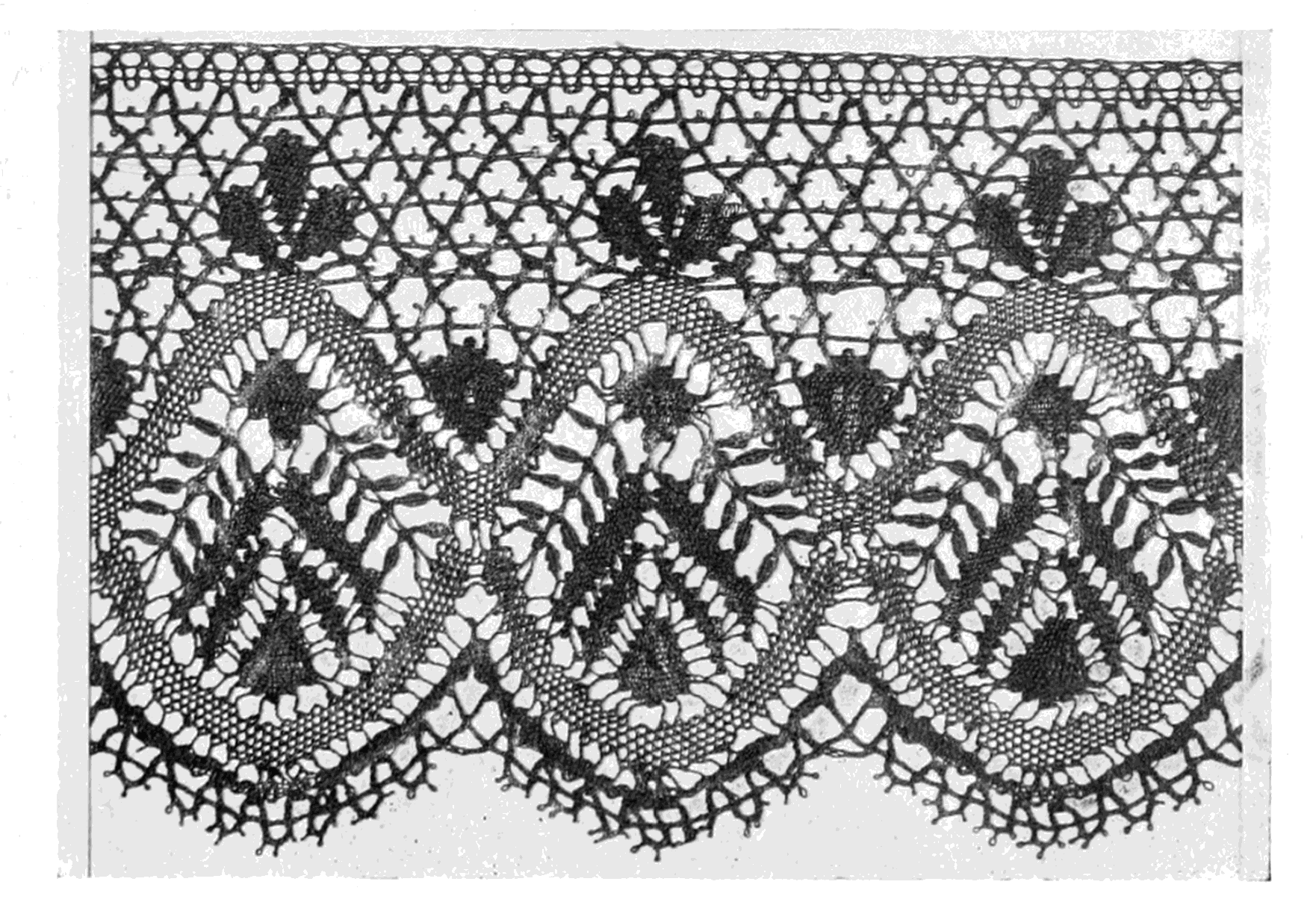
Гипюр ручной работы (дата неизвестна)

Самые ранние письменные упоминания о гипюре относятся примерно к первой половине XVI века во Франции .
В Англии в XVI веке эти изделия были известны как «пергаментное кружево» . Это был предмет роскоши, который покупали только самые богатые покупатели. Например, 1 унция гипюра из тканого шелка стоила 7 шиллингов 8 пенсов (примерно 1/8 цены такого же количества чистого золота в то время). Позже из хлопчатобумажной пряжи также стали делать и гипюр. Кружево использовалось для отделки одежды, постельных принадлежностей, церковных риз и т. д. Их использование было известно во Франции ещё в XVIII веке.

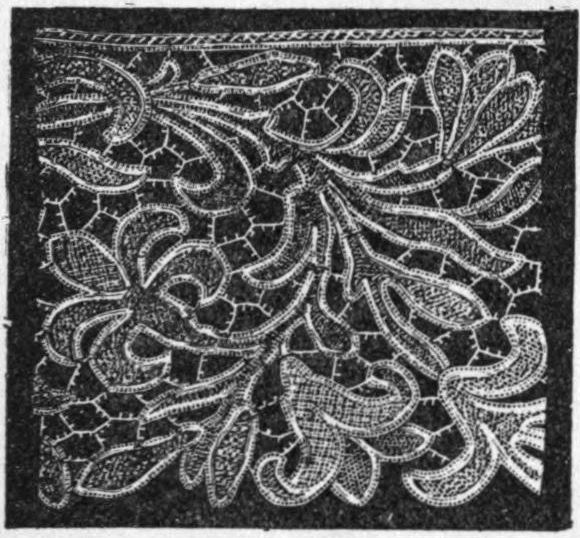
Машинное Кружево (Имитация Гипюра XVII Века)

Гипюр также называют воздушными шнурками (англ. etched Laces, нем. Ätzspitzen или Luftspitzen). Это вышивки, которые производятся примерно с 1890 года на так называемых челночных машинах (шиффли). Вышивка из хлопчатобумажных, металлических и других нитей, или из канители изготавливаются на тканевой или сетчатой основе из материала, который затем удаляется разложением в химической ванне, так что остаются только вышитые узоры. Таким образом можно имитировать, среди прочего, историческое шитое, связанное крючком кружево ( например, дюшес, пуэн-де-газ, ирландское кружево крючком и т. д.). Кружево в основном используется для окантовки блуз и платьев.

## Виды
Генуэзское кружево было гипюровым. Генуэзские кружевницы отправились на Мальту, чтобы основать стиль мальтийского кружева . Позже это вдохновило стиль английского кружева, известного как Бедфордширское кружево .
Другим гипюровым кружевом является кружево Клюни, которое возникло во Франции, но распространилось в других местах, например, в английских областях кружевоплетения.
Гипюр и ажур часто путают, но это разные ткани. Гипюр — это совокупность объемных и выпуклых вышитых орнаментов, которые соединяет сетка. Ажур — цельное полотно с плоским узором.
К распространенным видам гипюра относят:
на сетке — гипюр с сутажной вышивкой. Отличается легкостью, красотой, оригинальными узорами. Используется для отделки нарядов и оформления интерьера;
набивной — ткань с рельефным кружевом и повышенной жесткостью. Прекрасно держит форму, подходит для пошива пышных юбок и изделий, держащих форму;
гипюр с люрексом — ажурная ткань с блеском. Включает полиэстеровые и нейлоновые волокна;
трикотажный — с добавлением эластана, что повышает упругость ткани;
гипюр стрейч — облегающий материал, который часто используется для отделки рукавов и пошива платьев прилегающего силуэта;
гипюр кружево — ажурный материал, что по виду не отличается от обычного кружева, но идет не в виде отделочной ленты, а широкого полотна;
3D-гипюр — полотно с аппликациями.

## В России
В России гипюр стали производить с конца XIX века. Основными мотивами узоров были изображения растений, птиц, переплетения линий и вензелей. Для изготовления ткани использовали лен, а позднее шелк и хлопок.
Нижегородский гипюр — особый вид строчевой вышивки, сложившийся в конце XIX века в Василевской слободе (ныне — Чкаловский район). Вышивку отличает геометрический орнамент, который не встречается в других регионах. Изделия, созданные чкаловскими вышивальщицами — полотенца, скатерти, портьеры, — привлекают изяществом композиции, красотой узора, многообразием исполнительской техники. Постановлением Правительства Нижегородской области ЗАО «Гипюр» в городе Чкаловск признано особо ценным объектом культурного наследия Нижегородской области.
В конце XIX века в Василевской слободе (нынешний Чкаловский район) сформировался своеобразный стиль строчевой вышивки. Её основой была крупная сетка, образованная посредством выдергивания нитей полотна. Такая техника носит название «гипюр». Вышивка стала прибыльным ремеслом; почти все женщины слободы работали над выполнением заказов, даже маленьких детей сажали заниматься «выдергом».
В 1920-х годах мастерицы начали объединяться в артели.
В 1924 году была создана «Катунская трудовая артель по строчке и вышивке белья» — здесь занимались в основном бельем.
В 1927 году образовалась подобная артель и в Василеве — она специализировалась на производстве портьер, скатертей, покрывал.
После Второй мировой войны в стиле чкаловских мастериц произошли качественные изменения. Традиционные ромбовидные узоры сменились растительными орнаментами, были внедрены новые технологические приемы. Авторские работы чкаловских вышивальщиц (в 1937 году Василево стало городом Чкаловском) выставлялись на престижных всесоюзных и международных выставках.
В 1960 году артели объединили в государственное предприятие — Чкаловскую строчевышивальную фабрику. Художникам фабрики удалось творчески обновить стилистику фабричной продукции. Многие изделия демонстрировались на промышленных выставках в Брюсселе, Монреале, Осаке. В настоящее время фабрика, переименованная в ЗАО «Гипюр», продолжает работать. Она производит постельное белье и предметы интерьера — полотенца, скатерти, салфетки, портьеры, украшенные изящной, напоминающей кружево, вышивкой.
Нижегородской технике строчевой вышивки свойственна гибкость. Благодаря этому получается создавать не только сложные геометрические и растительные орнаменты, но и сюжетные композиции. Основой для узора служит сетка с расстоянием между нитями от 05, до 0,8 см. Сначала делается рисунок-схема, потом на полотне намечается расположение сетки, затем нужные нити выдергиваются, а получившаяся сетка закрепляется. Для создания узора используется около 50 традиционных элементов гипюра, таких как «куколка», «тень», «борона», «мушка» и другие. Такое богатство и элементов обеспечивает разнообразие воздушных изделий нижегородского гипюра.
Коллекции изделий чкаловских вышивальщиц представлены во Всероссийском музее декоративно-прикладного и народного искусства в Москве, Нижегородском краеведческом музее-заповеднике, Сергиево-Посадском государственном историко-художественном музее-заповеднике, Костромском музее изобразительных искусств.
При ЗАО «Гипюр» работает выставочный зал «Нижегородский гипюр». Здесь можно увидеть уникальные образцы нижегородской строчки. Посетители могут познакомиться с историей промысла, изучить продукцию артелей XX века, посмотреть на настоящие произведения искусства, созданные чкаловскими мастерицами.

## Изготовление
Для изготовления гипюра используют современные и традиционные методы:
- «Выдерг» — на полотно наносят рисунок и в буквальном смысле выдергивают все лишние волокна. Чтобы убрать рыхлость и сделать ткань прочной, узор укрепляют, обвивая его дополнительной нитью.
- «Вытравка» — вышивку выполняют на синтетической растворимой ткани, которую затем растворяют в специальном составе.
- Прядильные машины производят гипюр в промышленных масштабах. Узор задают при помощи программы.